# 華族 (日本)
華族是日本于明治維新后至《日本國憲法》頒布前（1868年－1947年）存在的貴族階層，包括來自公卿世家的“公家華族”、來自江戶時代各藩藩主的“大名華族”、對國家立有功勛的“勛功華族”、以及臣籍降下的“皇親華族”等。華族之出現始于1869年6月17日，而正式確立「華族制度」的《華族令》則制定于1884年7月7日。1947年5月3日，隨著《日本國憲法》（昭和憲法）生效，基於憲法第14條不承認華族和爵位制度，華族因此遭到全面廢除。明治敘爵之初，華族509家；至1945年日本投降時，共924家。以華族家庭人口平均6.4人計算，華族總數占日本總人口的萬分之一。而未達到華族標準的舊日本貴族，稱為士族，主要指當時的藩士。

## 概況
1869年，日本各地方諸侯版籍奉還之后，廢止原來的“公家”（公卿，142家）、“大名”（諸侯，285家）等稱呼，將其統稱為華族。1871年，日本取消舊身份制度，將國民分為四等：皇族、華族、士族、平民。華族成為僅次于皇族的貴族階層，享有許多政治、經濟特權。
1884年，日本頒布《華族令》，將華族分為公爵、侯爵、伯爵、子爵、男爵五個等級，爵位世襲。其授爵基准為：
舊公卿中，主要依照各家家格：攝關家公爵；清華家侯爵；大臣家以及其他堂上家（羽林家、名家）中歷代較多升任大納言者伯爵；其他的堂上家（羽林家、名家、半家）子爵；明治維新之後的新公家、公卿分家以及家格較高的兩門地下家（押小路家、壬生家）男爵。
舊大名中：將軍宗家公爵；御三家（尾張、紀伊、水戶德川家）、琉球王尚家與戊辰戰爭后年納稅額（收納高）15萬石以上的國守大名侯爵；御三卿（田安、一橋、清水）與戊辰戰爭后年納稅額5萬石以上的伯爵；其余明治維新前表高1萬石以上的大名子爵；所領1萬石以上的大名御附家老、交待寄合，以及大名分家等男爵。
然后依據家族的歷史地位以及勤王功勛，爵位又有不同的調整。如屬清華家的三條家因三條實美的功績成為公爵；屬羽林家的中山家因中山忠能的功績以及身為明治天皇外祖父的身份成為侯爵；對馬藩主宗氏石高雖低，但因歷代承擔對朝鮮的外交工作而特授伯爵；公爵近衛家分家近衛秀麿因本家為五攝家首領，身份崇高而特授子爵等。
另外明治維新的功臣以及在歷史上對天皇盡忠的家族后代也都被封賜了爵位：如下級公卿岩倉家因岩倉具視的功績成為公爵；來自薩長土肥的原藩士與舊幕臣等則有32家授爵，如大久保利通與木戶孝允之子被授予侯爵；伊藤博文、黑田清隆、山縣有朋、西鄉從道、大山巖、井上馨、大木喬任、副島種臣、勝海舟等伯爵；森有禮、品川彌二郎、谷干城、伊東祐亨等子爵。南北朝中效忠南朝的大將新田義貞、名和長年、菊池武光的后代也被授予了男爵。華族中還包括在佛寺出家，明治維新后還俗的公家子弟（奈良華族）、神社中大社的世襲神職與淨土真宗系的世襲門跡，如東本願寺與西本願寺的兩大谷家均被授予伯爵，26家奈良華族被授予男爵等。
當時根據《華族令》冊封的各級貴族共509家，按爵位，公爵11家，侯爵24家，伯爵76家，子爵324家，男爵74家。
其中公爵分別是：
- 舊公卿中有資格擔任攝政、關白的“五攝家”（近衛家、鷹司家、一條家、二條家、九條家）
- 原幕府將軍德川宗家
- 明治維新中立下大功的三條實美、岩倉具視、毛利元德（長州藩主）、島津忠義（薩摩藩主）、島津久光（島津忠義之父，玉里島津家）

后陸續有伊藤博文、大山巖、山縣有朋、德大寺實則、西園寺公望、桂太郎、松方正義、原水戶藩主徳川圀順等晉升公爵，以及末代幕府將軍德川慶喜被補授公爵，總計20家。
日韓合并後，義親王李堈以及李鍵、李鍝等李氏朝鮮宗室也被冊封為公爵。至1947年華族廢除時，尚存島津忠重、伊藤博精、鷹司信輔、德大寺實厚、岩倉具榮、二條弼基、桂廣太郎計七位參內的成年公爵。
侯爵則主要有：
舊公卿中屬“清華家”的久我、西園寺、德大寺、花山院、大炊御門、今出川（菊亭）、醍醐、廣幡八家（“九清華”的另一家三條家被冊封為公爵，德大寺和西園寺后來也分別晉升公爵）；“羽林家”中的中山家；后來晉爵的公卿則有四條家（因為明治維新中四條隆謌的功績，屬羽林家）、嵯峨家（原正親町三條家，因明治維新中正親町三條實愛的功績，屬大臣家）與中御門家（因明治維新中中御門經之的功績，屬名家）。
武家中滿足授爵條件者共15家，其中島津家與毛利家敘任公爵，御三家中的水戶德川家后來也升為公爵；其余為：
- 尾張名古屋藩主德川家
- 紀伊和歌山藩主德川家
- 加賀金沢藩主前田家
- 安藝廣島藩主淺野家
- 備前岡山藩主池田家
- 因幡鳥取藩主池田家
- 筑前福岡藩主黒田家
- 出羽久保田藩主佐竹家
- 肥前佐賀藩主鍋島家
- 阿波徳島藩主蜂須賀家
- 肥後熊本藩主細川家
- 土佐高知藩主山內家

另有越前福井藩松平家與伊予宇和島藩伊達家則因為尊王倒幕的功績從伯爵被拔擢為侯爵。
其他被授予侯爵的還有原琉球王尚泰的尚家、“維新三杰”大久保利通、木戶孝允與西鄉隆盛（1902年補授）的后代，以及舊宮家中陸續降為臣籍的久邇家、小松家、華頂家、山階家等皇親華族7家。
日韓合并后，4位李氏朝鮮王室成員李載完、李載覺、李海昌、李海昇；外戚尹澤榮（昌德宮李王繼妃尹氏之父）、朴泳孝（哲宗女婿）以及李完用（原總理大臣）等也被封為侯爵。
日本在二战战败投降后，华族在1947年《日本国宪法》施行后被废除，大部分华族成员被贬为平民，但时至今日，原华族成员和其后代在日本依旧拥有很高的社会地位。

## 公爵

### 舊公家
攝關家（近衛家、鷹司家、一條家、二條家、九條家）

#### 近衛家

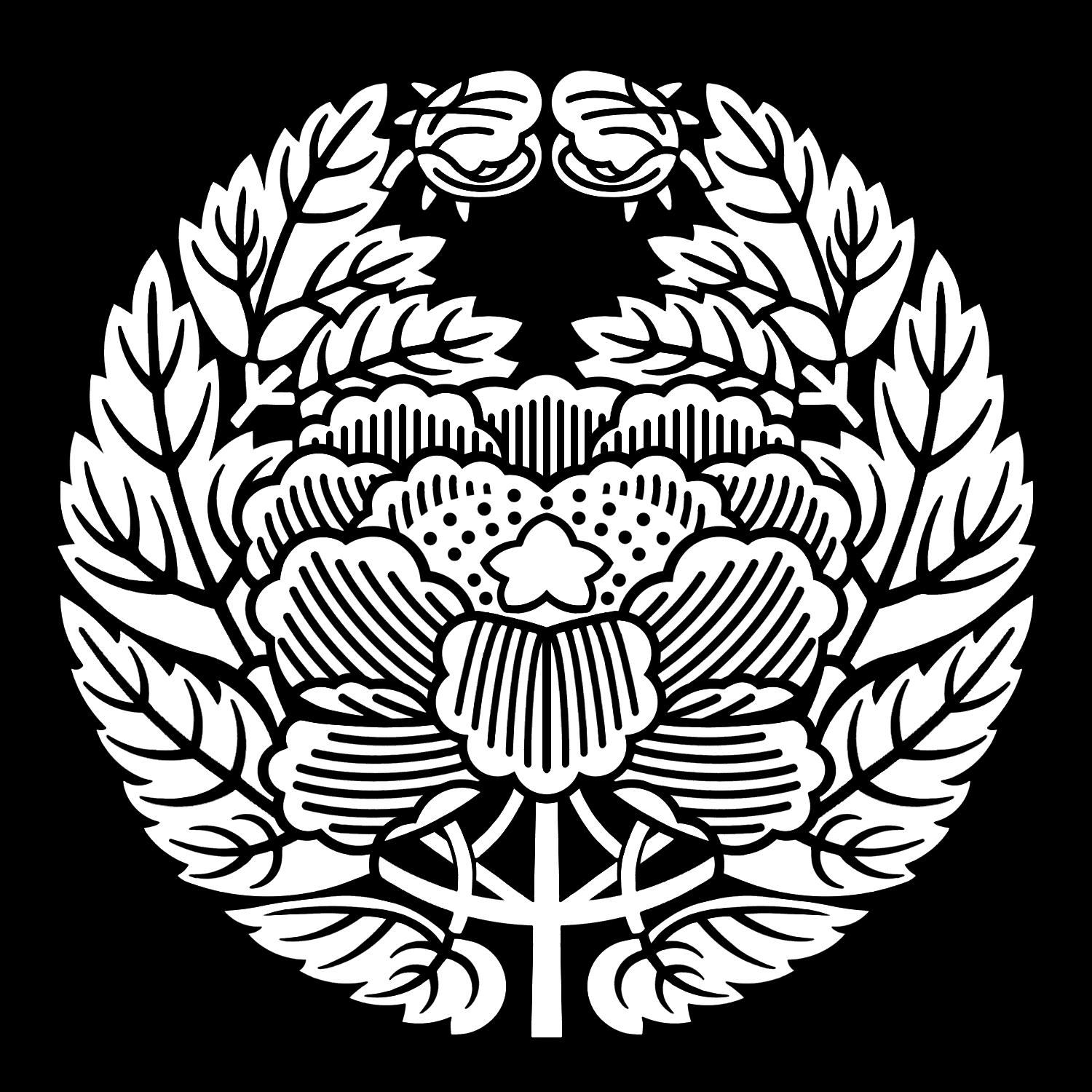
近衛家家徽「近衛牡丹」

| 近衛家 |                  |          |          |                              |                                  |                                |
| 傳位   | 榮典             | 姓名     | 在位年數 | 在位時間（公曆）             | 在位時間（日本曆）               | 備註                           |
| 第1代  | 從一位公爵       | 近衛篤麿 | 20年     | 1884年7月7日－1904年1月1日   | 明治17年7月7日－明治37年1月1日   | 第3任貴族院議長                |
| 第2代  | 從二位勳一等公爵 | 近衛文麿 | 41年     | 1904年1月1日－1945年12月16日 | 明治37年1月1日－昭和20年12月16日 | 第34、38、39任日本內閣總理大臣 |

#### 鷹司家

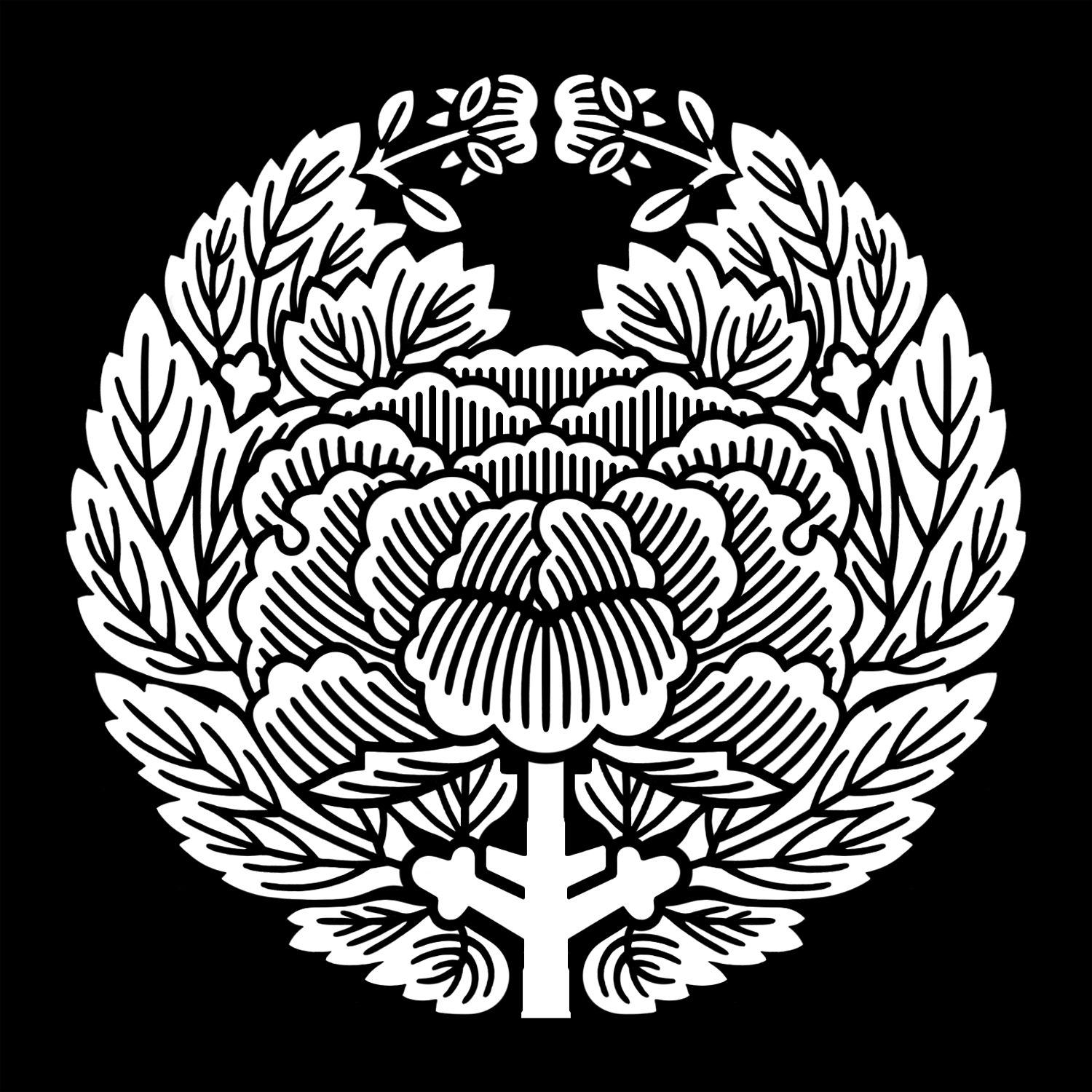
鷹司家家徽「鷹司牡丹」

| 鷹司家 |                  |          |          |                             |                                |                         |
| 傳位   | 榮典             | 姓名     | 在位年數 | 在位時間（公曆）            | 在位時間（日本曆）             | 備註                    |
| 第1代  | 從一位勳一等公爵 | 鷹司熙通 | 34年     | 1884年7月7日－1918年5月17日 | 明治17年7月7日－大正7年5月17日 | 陸軍少將 大正天皇侍從長 |
| 第2代  | 正五位公爵       | 鷹司信輔 | 29年     | 1918年5月17日－1947年5月3日 | 大正7年5月17日－昭和22年5月3日 | 日本鳥學會第2任會長     |

#### 一條家

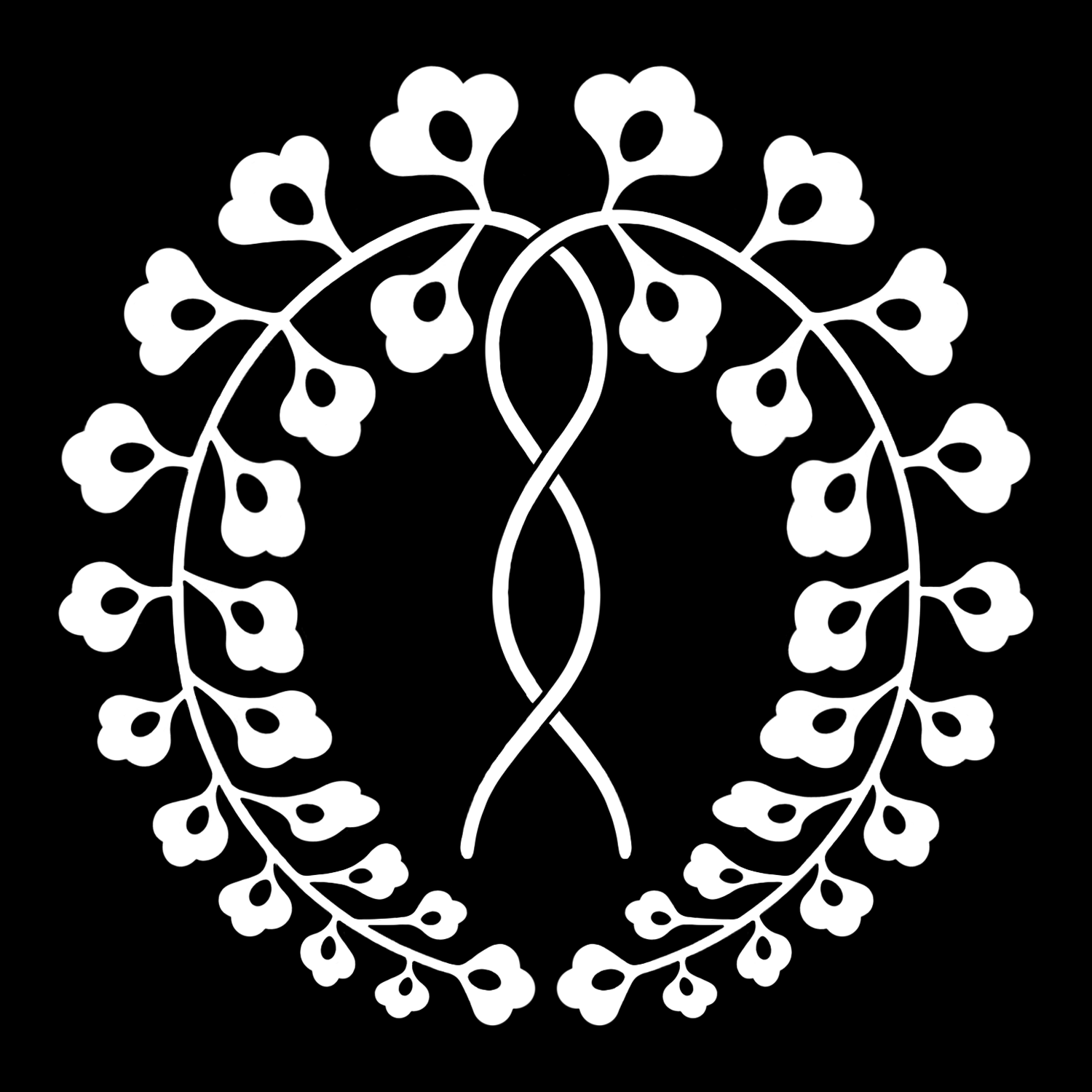
一條家家徽「一條藤」

| 一條家 |                  |          |          |                            |                                |                       |
| 傳位   | 榮典             | 姓名     | 在位年數 | 在位時間（公曆）           | 在位時間（日本曆）             | 備註                  |
| 第1代  | 正二位勳二等公爵 | 一條實輝 | 40年     | 1884年7月7日－1924年7月9日 | 明治17年7月7日－大正13年7月9日 | 海軍大佐 宮中顧問官   |
| 第2代  | 從二位勳三等公爵 | 一條實孝 | 23年     | 1924年7月9日－1947年5月3日 | 大正13年7月9日－昭和22年5月3日 | 海軍大佐 大喪使祭官長 |

#### 二條家

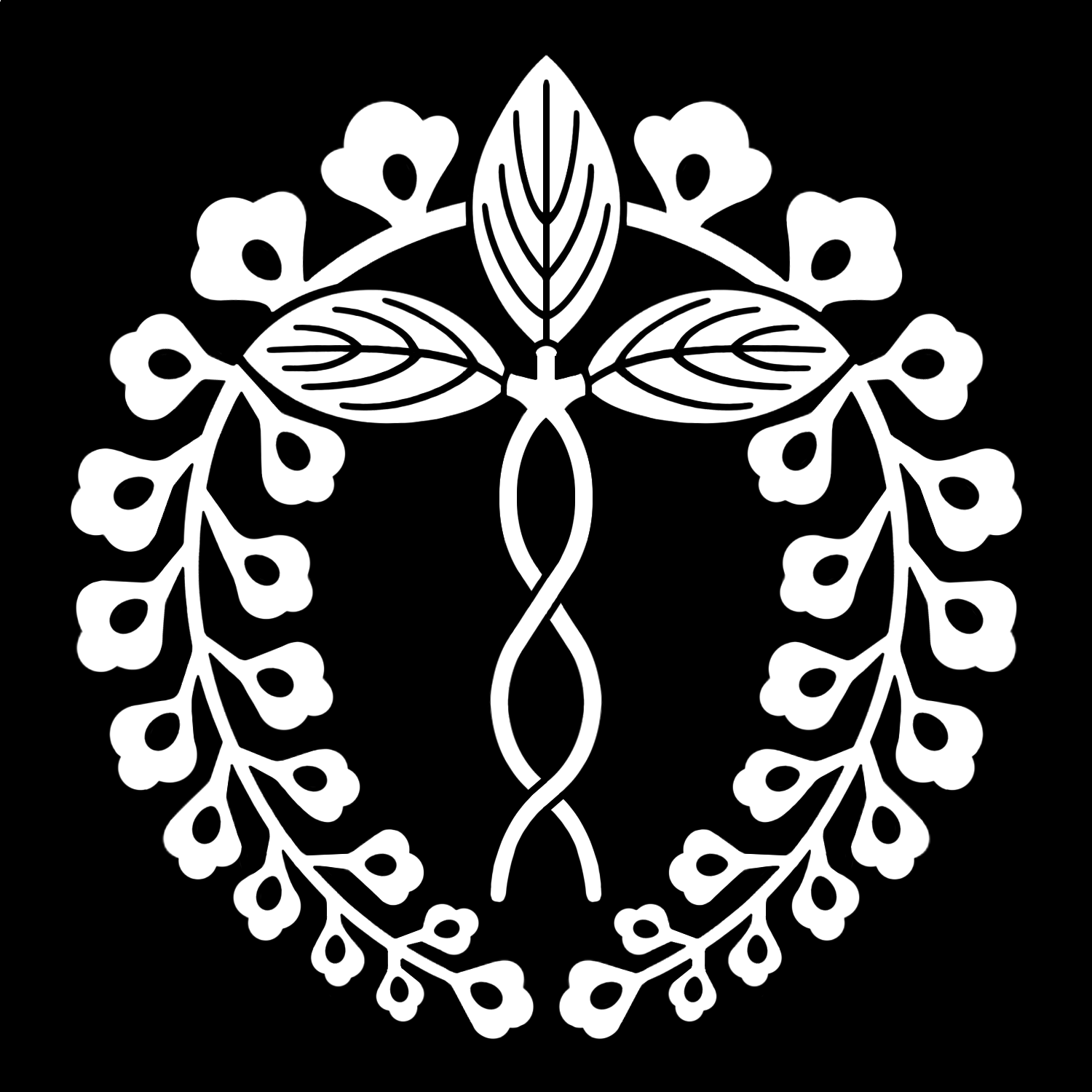
二條家家徽「二條藤」

| 二條家 |                  |          |          |                               |                                |                                 |
| 傳位   | 榮典             | 姓名     | 在位年數 | 在位時間（公曆）              | 在位時間（日本曆）             | 備註                            |
| 第1代  | 正二位勳二等公爵 | 二條基弘 | 36年     | 1884年7月7日－1920年1月14日   | 明治17年7月7日－大正9年1月14日 | 貴族院全院第8任委員長           |
| 第2代  | 公爵             | 二條厚基 | 7年      | 1920年6月30日－ 1927年9月11日 | 大正9年6月30日－昭和2年9月11日 | 貴族院全院第11任委員長          |
| 第3代  | 公爵             | 二條弼基 | 17年     | 1930年9月1日－ 1947年5月3日   | 昭和5年9月1日－昭和22年5月3日  | 郵政省電監局次長 伊勢神宮大宮司 |

#### 九條家

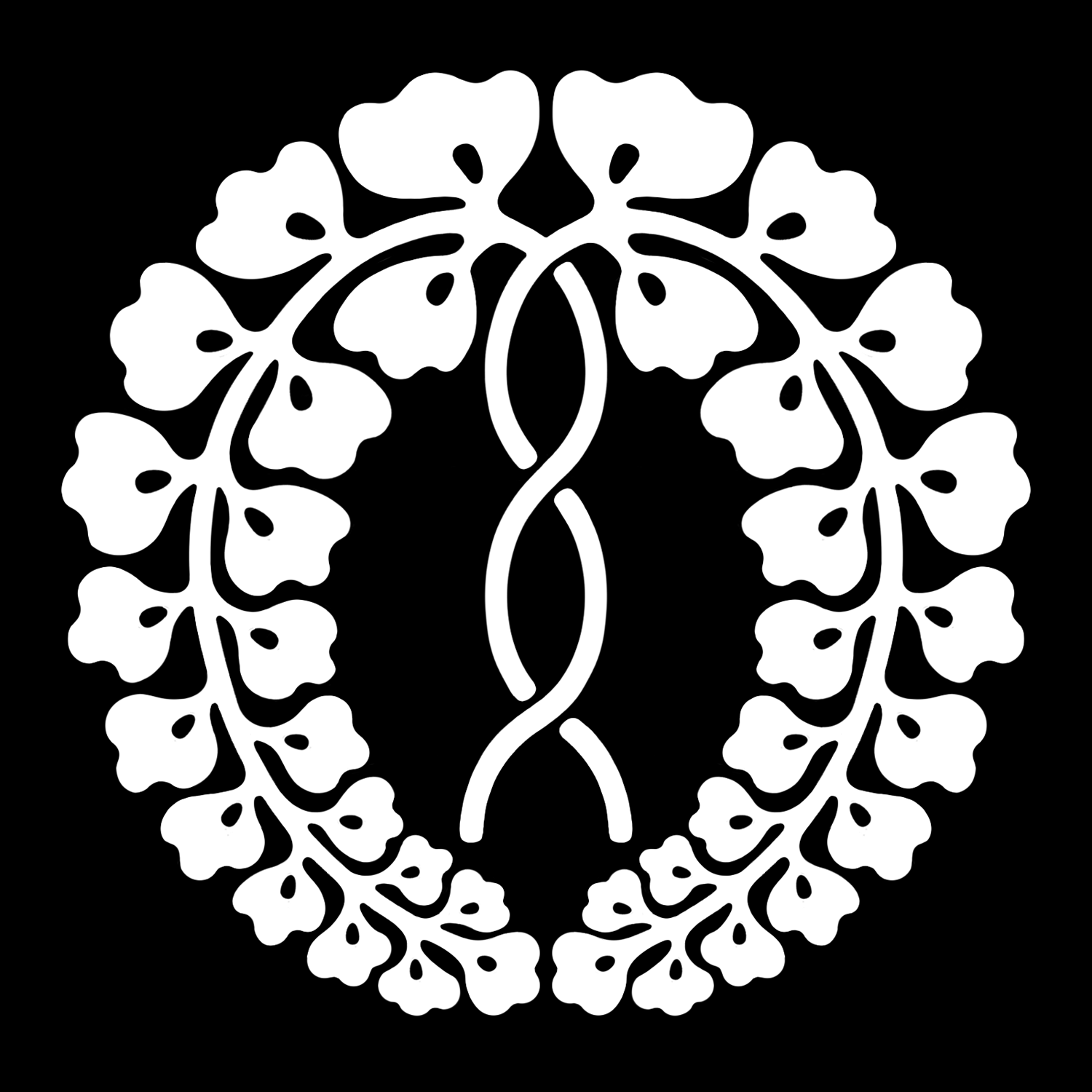
九條家家徽「九條藤」

| 九條家 |                  |          |          |                             |                                |                                            |
| 傳位   | 榮典             | 姓名     | 在位年數 | 在位時間（公曆）            | 在位時間（日本曆）             | 備註                                       |
| 第1代  | 從一位大勳位公爵 | 九條道孝 | 22年     | 1884年7月7日－1906年1月4日  | 明治17年7月7日－明治39年1月4日 | 昭和天皇外祖父 最後的藤氏長者 奧羽鎮撫總督 |
| 第2代  | 從一位勳一等公爵 | 九條道實 | 27年     | 1906年1月4日－1933年1月19日 | 明治39年1月4日－昭和8年1月19日 | 掌典長                                     |
| 第3代  | 從一位勳一等公爵 | 九條道秀 | 14年     | 1933年1月19日－1947年5月3日 | 昭和8年1月19日－昭和22年5月3日 | 貴族院公爵議員                             |

### 舊武家
包含德川宗家和德川慶喜家這2個德川家。

#### 德川將軍家

德川將軍家家徽「德川葵」

| 德川將軍家 |                  |          |          |                            |                                |                    |
| 傳位       | 榮典             | 姓名     | 在位年數 | 在位時間（公曆）           | 在位時間（日本曆）             | 備註               |
| 第1代      | 從一位大勳位公爵 | 德川家達 | 56年     | 1884年7月7日－1940年6月5日 | 明治17年7月7日－昭和15年6月5日 | 第4～8任貴族院議長 |
| 第2代      | 正二位勳一等公爵 | 德川家正 | 7年      | 1940年6月5日－1947年5月3日 | 昭和15年6月5日－昭和22年5月3日 | 第13任貴族院議長   |

#### 德川慶喜家

德川慶喜家家徽「三葉葵」

| 德川慶喜家 |                  |          |          |                              |                                  |                             |
| 傳位       | 榮典             | 姓名     | 在位年數 | 在位時間（公曆）             | 在位時間（日本曆）               | 備註                        |
| 第1代      | 從一位勳一等公爵 | 德川慶喜 | 8年      | 1902年6月3日－1910年12月8日  | 明治35年6月3日－明治43年12月8日  | 貴族院公爵議員              |
| 第2代      | 正三位勳三等公爵 | 德川慶久 | 12年     | 1910年12月8日－1922年1月22日 | 明治43年12月8日－大正11年1月22日 | 華族世襲財産審議會第1任議長 |
| 第3代      | 陸軍上等兵公爵   | 德川慶光 | 12年     | 1922年1月22日－1947年5月3日  | 大正11年1月22日－昭和22年5月3日  | 貴族院公爵議員              |

### 明治維新功勛－公家

#### 三條家

三條家家徽「唐菱花」

| 三條家 |                  |          |          |                              |                                   |                             |
| 傳位   | 榮典             | 姓名     | 在位年數 | 在位時間（公曆）             | 在位時間（日本曆）                | 備註                        |
| 第2代  | 公爵             | 三條公美 | 23年     | 1891年2月18日－1914年1月30日 | 明治24年2月18日－大正3年1月30日   | 麝香間祗候                  |
| 第3代  | 公爵             | 三條實憲 | 10年     | 1914年1月30日－1924年        | 大正3年1月30日－大正13年          | 貴族院公爵議員 早逝（22歲） |
| 第4代  | 正二位勳二等公爵 | 三條公輝 | 21年     | 1924年－1945年11月10日       | 大正13年－ 昭和20年11月10日       | 御所歌長 掌典長             |
| 第5代  | 公爵             | 三條實春 | 2年      | 1945年11月10日－1947年5月3日 | 昭和20年11月10日－ 昭和22年5月3日 | 春日大社宮司 平安神宮宮司   |

#### 岩倉家

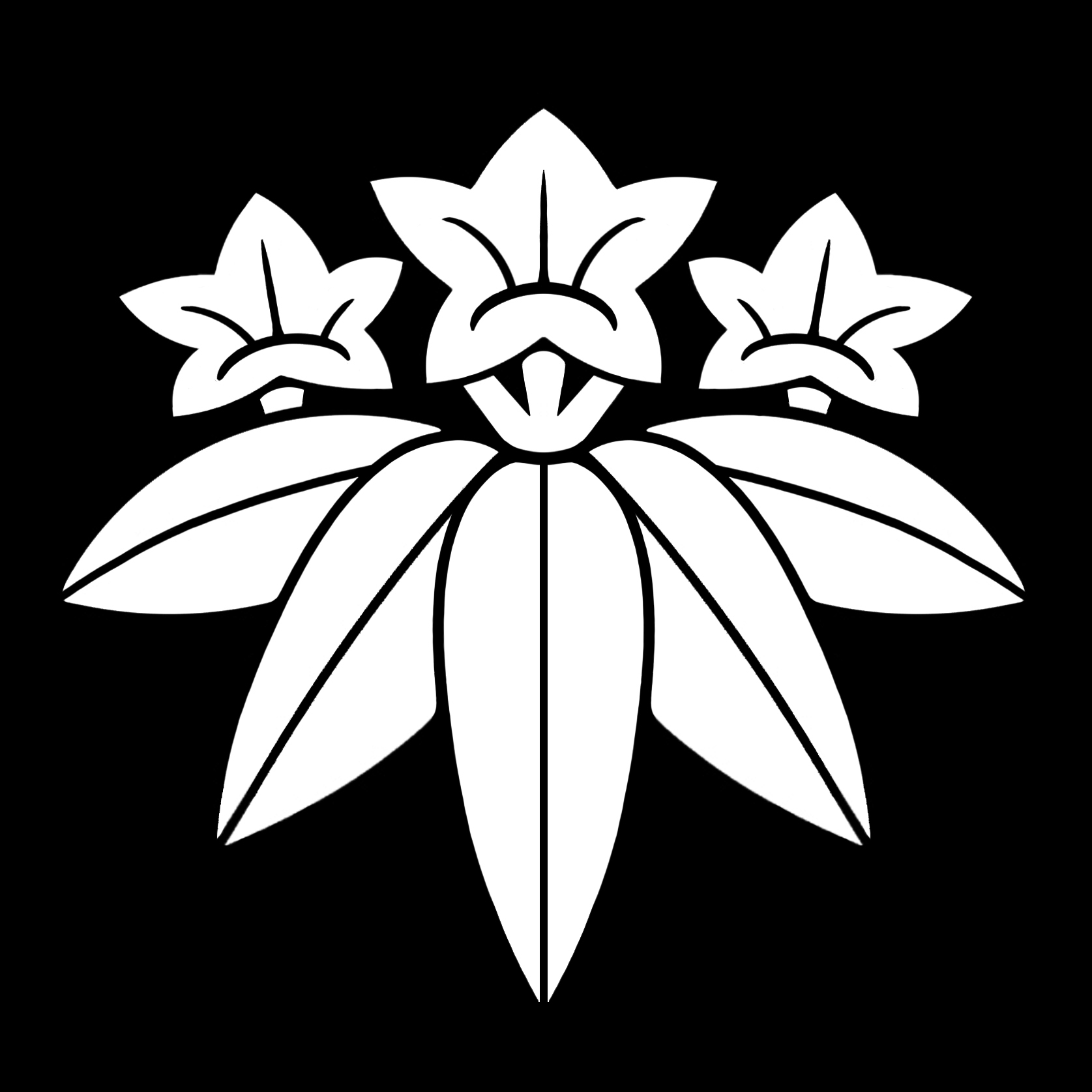
岩倉家家徽「笹龍膽」

| 岩倉家 |                  |          |          |                             |                                |                             |
| 傳位   | 榮典             | 姓名     | 在位年數 | 在位時間（公曆）            | 在位時間（日本曆）             | 備註                        |
| 第1代  | 從一位勳一等公爵 | 岩倉具定 | 26年     | 1884年7月7日－1910年4月1日  | 明治17年7月7日－明治43年4月1日 | 學習院院長 第4任宮内大臣    |
| 第2代  | 正四位公爵       | 岩倉具張 | 4年      | 1910年4月1日－1914年8月29日 | 明治43年4月1日－大正3年8月29日 | 皇太后主事兼宮内書記官      |
| 第3代  | 勳三等公爵       | 岩倉具榮 | 33年     | 1914年8月29日－1947年5月3日 | 大正3年8月29日－昭和22年5月3日 | 貴族院公爵議員 法政大學教授 |

### 明治維新功勛－武家

#### 毛利家

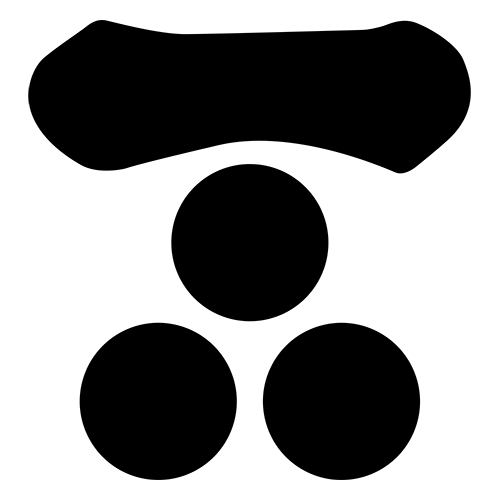
毛利家家徽「一文字三星」

| 毛利家 |                  |          |          |                              |                                  |                                 |
| 傳位   | 榮典             | 姓名     | 在位年數 | 在位時間（公曆）             | 在位時間（日本曆）               | 備註                            |
| 第1代  | 從一位勳一等公爵 | 毛利元德 | 12年     | 1884年7月7日－1896年12月23日 | 明治17年7月7日－明治29年12月23日 | 諡號：忠愛公 第十五國立銀行行長 |
| 第2代  | 正二位勳二等公爵 | 毛利元昭 | 41年     | 1897年1月21日－1938年9月24日 | 明治30年1月21日－昭和13年9月24日 | 麝香間祗候                      |
| 第3代  | 勳三等公爵       | 毛利元道 | 9年      | 1938年11月15日－1947年5月3日 | 昭和13年11月15日－昭和22年5月3日 | 陸軍砲兵少佐 貴族院公爵議員     |

#### 島津家

島津家家徽「丸十字紋」

| 島津家 |                  |          |          |                              |                                  |                       |
| 傳位   | 榮典             | 姓名     | 在位年數 | 在位時間（公曆）             | 在位時間（日本曆）               | 備註                  |
| 第1代  | 從一位勳一等公爵 | 島津忠義 | 13年     | 1884年7月7日－1897年12月26日 | 明治17年7月7日－明治30年12月26日 | 麝香間祗候            |
| 第2代  | 正二位勳一等公爵 | 島津忠重 | 50年     | 1897年12月26日－1947年5月3日 | 明治30年12月26日－昭和22年5月3日 | 海軍少將 華族會館館長 |

#### 玉里島津家

玉里島津家家徽「丸十字紋」

| 玉里島津家 |                  |          |          |                              |                                 |                         |
| 傳位       | 榮典             | 姓名     | 在位年數 | 在位時間（公曆）             | 在位時間（日本曆）              | 備註                    |
| 第1代      | 從一位大勳位公爵 | 島津久光 | 3年      | 1884年7月7日－1887年12月6日  | 明治17年7月7日－明治20年12月6日 | 左大臣 麝香間祗候       |
| 第2代      | 從一位勳一等公爵 | 島津忠濟 | 27年     | 1888年1月25日－1915年8月19日 | 明治21年1月25日－大正4年8月19日 | 宗秩寮審議官 麝香間祗候 |
| 第3代      | 從四位勳一等公爵 | 島津忠承 | 27年     | 1915年8月19日－1947年5月3日  | 大正4年8月19日－昭和22年5月3日  | 日本紅十字會第8任會長   |

### 個人貢獻

#### 伊藤家

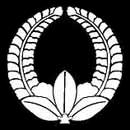
伊藤家家徽「上揚藤」

| 伊藤家 |                  |          |          |                               |                                   |                                            |
| 傳位   | 榮典             | 姓名     | 在位年數 | 在位時間（公曆）              | 在位時間（日本曆）                | 備註                                       |
| 第1代  | 從一位大勳位公爵 | 伊藤博文 | 2年      | 1907年9月21日－1909年10月26日 | 明治40年9月21日－明治42年10月26日 | 明治九元老之一 第1、5、7、10任內閣總理大臣 |
| 第2代  | 從二位勳一等公爵 | 伊藤博邦 | 22年     | 1909年11月30日－1931年6月9日  | 明治42年11月30日－昭和6年6月9日   | 宮內廳式部官長 日本銀行監事                |
| 第3代  | 公爵             | 伊藤博精 | 16年     | 1931年6月9日－1947年5月3日    | 昭和6年6月9日－昭和22年5月3日     | 貴族院公爵議員                             |

#### 大山家

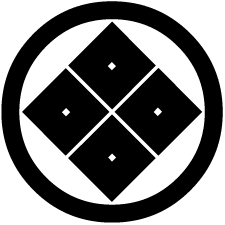
大山家家徽「丸隅立四目」

| 大山家 |                        |        |          |                               |                                  |                                              |
| 傳位   | 榮典                   | 姓名   | 在位年數 | 在位時間（公曆）              | 在位時間（日本曆）               | 備註                                         |
| 第1代  | 從一位大勲位功一級公爵 | 大山巖 | 2年      | 1907年9月21日－1916年12月10日 | 明治40年9月21日－大正5年12月10日 | 明治九元老之一 元帥陸軍大將 第1、3任陸軍大臣 |
| 第2代  | 從二位勳五等公爵       | 大山柏 | 31年     | 1916年12月10日－1947年5月3日  | 大正5年12月10日－昭和22年5月3日  | 陸軍少佐 貴族院公爵議員                      |

## 外部連結
- 華族一覧表
- 皇族華族一覧表 - 国立国会図書館 （页面存档备份，存于）